# کلاریس لیسپکتور
کلاریس لیسپکتور (۱۰ دسامبر ۱۹۲۰ – ۹ دسامبر ۱۹۷۷ ) نویسنده و روزنامه‌نگار برزیلی بود. او را مهم‌ترین نویسنده یهودی پس از فرانتس کافکا می‌دانند. ارجاع به آثار او در ادبیات و موسیقی برزیل و آمریکای لاتین فراوان است.

## زندگی‌نامه
کلاریس لیسپکتور در دهم دسامبر سال ۱۹۲۰ در روستایی در اوکراین و در خانواده‌ای یهودی چشم به جهان گشود. تنها دو ماه داشت که خانواده‌اش به خاطر جنگ جهانی اول مجبور به مهاجرت به برزیل شدند. کلاریس در شهر ریسیف برزیل به مدرسه رفت. مدتی پس از مرگ مادر، پدر کلاریس به همراه سه دخترش به شهر ریودوژانیرو نقل مکان کرد و در آنجا بود که کلاریس وارد دانشگاه حقوق شد. در سال ۱۹۴۰ پدر درگذشت و در همان سال کلاریس در خبرگزاری برزیل مشغول به کار شد.
اولین رمانش با نام نزدیک به قلب وحشی در سال ۱۹۴۳ منتشر شد. سبک این رمان بسیار نوآورانه بود به‌گونه‌ای که برنده جایزه آرانها برای بهترین رمان اول شد. بسیاری از منتقدان بیان کردند که صدایی منحصربفرد در ادبیات پرتغالی پا به عرصه وجود گذاشته‌است. نگاه او به شخصیت و روایتش از شخصی‌ترین و داخلی‌ترین وجوه زندگی یادآور سبک جیمز جویس و ویرجینیا وولف بود.

کلاریس لیسپکتور در سال ۱۹۴۴ با مائوری والنته دیپلمات جوان برزیلی که در وزرات امور خارجه برزیل کار می‌کرد، ازدواج کرد و به واسطه شغل شوهر چند سالی را در خارج از کشور زندگی کردند.
زندگی دیپلماتیک چندان خوشایند طبع کلاریس نبود و پس از چند سال زندگی در ناپل، برن و واشینگتن‌دی‌سی در نهایت شوهرش را ترک کرد و به همراه دو فرزندش به برزیل بازگشت. الیزابت بیشاپ شاعر و نویسنده آمریکایی که تعدادی از داستان‌های کلاریس را به انگلیسی ترجمه کرده‌است، در نامه‌ای به دوستانش چنین نوشت: «فکر می‌کنم او از خورخه لوییس بورخس هم بهتر است، (بورخس) خوب است اما نه به خوبی کلاریس.»

## سالشمار زندگی
۱۹۲۰- کلاریس لیسپکتور دهم دسامبر در روستای کوچک چیچلنیک در غرب اوکراین متولد می‌شود.
۱۹۲۱- در فوریهٔ این سال کلاریس که دوماهه بود، به همراه پدر و مادر و دو خواهرش به شهر ماسیو مرکز استان آلاگواس برزیل مهاجرت می‌کند. زبان پرتغالی به زبان بومی کلاریس بدل می‌شود.
۱۹۲۴- خانواده به شهر رسیف مرکز استان پرنامبوکو مهاجرت می‌کند.
۱۹۲۹- شاگرد کلاس دوم دبستان است که مادرش، ماریهتا لیسپکتور، چشم از جهان فرومی‌بندد.
۱۹۳۴- پدرش، پدرو، به همراه دختران از راه دریا به ریو دو ژانیرو کوچ می‌کند.
۱۹۳۷- به‌عنوان معلم مدرسه مشغول به کار می‌شود.
۱۹۳۹- به دانشگاه می‌رود و خود را برای وکالت آماده می‌کند.
۱۹۴۰- پدر از دنیا می‌رود. کلاریس به‌عنوان نویسنده در خبرگزاری آژنسیا ناسیونال مشغول به کار می‌شود. دورهٔ حکومت دیکتاتوری استادو نوو به ریاست
جمهوری گتیولیو وارگاس است.
۱۹۴۳- از دانشگاه فارغ‌التحصیل می‌شود و مائوری گورگل والنته ازدواج می‌کند. والنته به وزارت خارجه ملحق و به‌عنوان دیپلمات مشغول به کار می‌شود.
کلاریس مجبور می‌شود برای شانزده سال خارج از برزیل زندگی کند.
۱۹۴۴- نخستین رمان خود «نزدیک قلب وحشی» را منتشر می‌کند.
۱۹۴۵- برای نخستین رمان خود برندهٔ جایزهٔ گارسیا آرانخا می‌شود. نقاش ایتالیایی معروف جورجو دی چیریکو پرتره‌ای از او می‌کشد.
۱۹۴۶- دومین رمان خود را «چلچراغ» را منتشر می‌کند که نوشتن آن را در برزیل آغاز کرده و در ناپل ایتالیا به پایان رسانده بود.
بار دیگر با همسرش به اروپا مهاجرت می‌کند و این بار در شهر برن اقامت می‌گزیند.
۱۹۴۷- برای نخستین بار برف می‌بیند.
۱۹۴۸- نخستین پسرش پدرو به دنیا می‌آید. رمان «شهر در محاصره» را به پایان می‌رساند و به ریو دو ژانیرو بازمی‌گردد.
۱۹۵۰- به اروپا بازمی‌گردد و این بار به شهر تورکی انگلستان.
۱۹۵۲- به ریو بازمی‌گردد و برای روزنامهٔ کومیسیو، ستونی با عنوان «در میان زنان» می‌نویسد. با خانواده به واشینگتن مهاجرت می‌کند و پسر دومش را در آمریکا به دنیا می‌آورد.
۱۹۵۴- نخستین چاپ فرانسوی رمان «نزدیک قلب وحشی» با طرح جلدی از هانری ماتیس منتشر می‌شود.
۱۹۵۶- نوشتن رمان «سیب در تاریکی» را به پایان می‌برد.
۱۹۵۹- از واشینگتن برای مجلهٔ برزیلی سینیور مقالاتی می‌نویسد. با همسرش متارکه می‌کند. به ریو بازمی‌گردد و ستون‌نویسی در روزنامهٔ کوحیو دا مانیا را آغاز می‌کند.
۱۹۶۰- نخستین مجموعهٔ داستان‌های کوتاهش «پیوندهای خانوادگی» در برزیل به چاپ می‌رسد.
۱۹۶۱- رمان «سیب در تاریکی» منتشر می‌شود.
۱۹۶۴- دومین مجموعهٔ داستان‌هایش «لژیون خارجی» و رمان «اشتیاق به نقل از جی. اچ» منتشر می‌شوند.
۱۹۶۷- انتشار داستان‌هایش در روزنامهٔ ژورنال دو برزیل را آغاز می‌کند تا اوایل دههٔ هفتاد ادامه می‌یابد.
روز چهاردهم سپتامبر در نخستین ساعات صبح در حال سیگار کشیدن به خاب می‌رود و هنگامی‌که از بوی دود خانهٔ آتش‌گرفته برمی‌خیزد تلاش می‌کند تا آتش را با دست خاموش کند. به‌شدت آسیب می‌بیند، به‌ویژه دست راستش که با آن می‌نویسد.
۱۹۶۹- بیست و دوم ژوئن، در تظاهراتی علیه دیکتاتوری نظامی به همراه طیف گسترده‌ای از روشنفکران برزیل شرکت می‌کند که به «تظاهرات صد هزار» معروف می‌شود.
کتابی به نام «زنی که ماهی‌ها را کشت» برای کودکان منتشر می‌کند.
رمان ” تلمذ یا کتاب لذت‌هاً را منتشر می‌کند.
۱۹۷۱- مجموعه داستان «شادمانی نهانی» را منتشر می‌کند.
۱۹۷۲- نقاش برزیلی کارلوس اسکیلیار دو پرتره از او می‌کشد.
۱۹۷۳- رمان «آب زندگی» و مجموعه داستان «تقلید گل سرخ» منتشر می‌شوند.
۱۹۷۴- «زندگی خودمانی لائورا» کتابی برای کودکان، مجموعه داستان «مصائب مسیح‌وارِ تن»، و مجموعه داستان «شب کجا بودی» را منتشر می‌کند.
۱۹۷۵- در «کنگرهٔ جهانی زنان جادوگر» در بوگوتای کلمبیا شرکت می‌کند.
۱۹۷۶- جایزهٔ یک عمر فعالیت ادبی را بنیاد فرهنگی فدرال دریافت می‌کند.
۱۹۷۷- ساعت ستاره را منتشر می‌کند و در نهم دسامبر همین سال در اثر سرطان زندگی را وداع می‌گوید.
۱۹۷۸- سه کتاب از او پس از مرگش منتشر می‌شود: رمان «نفس زندگی» و مجموعه داستان‌های «فراموش‌نشدن» و «تپش‌ها».
۱۹۷۹- «زشت و زیبا» که مجموعه‌ای از داستان‌های دوران جوانی و نیز داستان‌های چند ماه پیش از مرگ اوست.
۱۹۸۴- «کشف جهان» مجموعه داستان‌های منتشرشده در ژورنال دو برزیل در سال‌های ۱۹۶۷ تا ۱۹۷۳٫

## مرگ

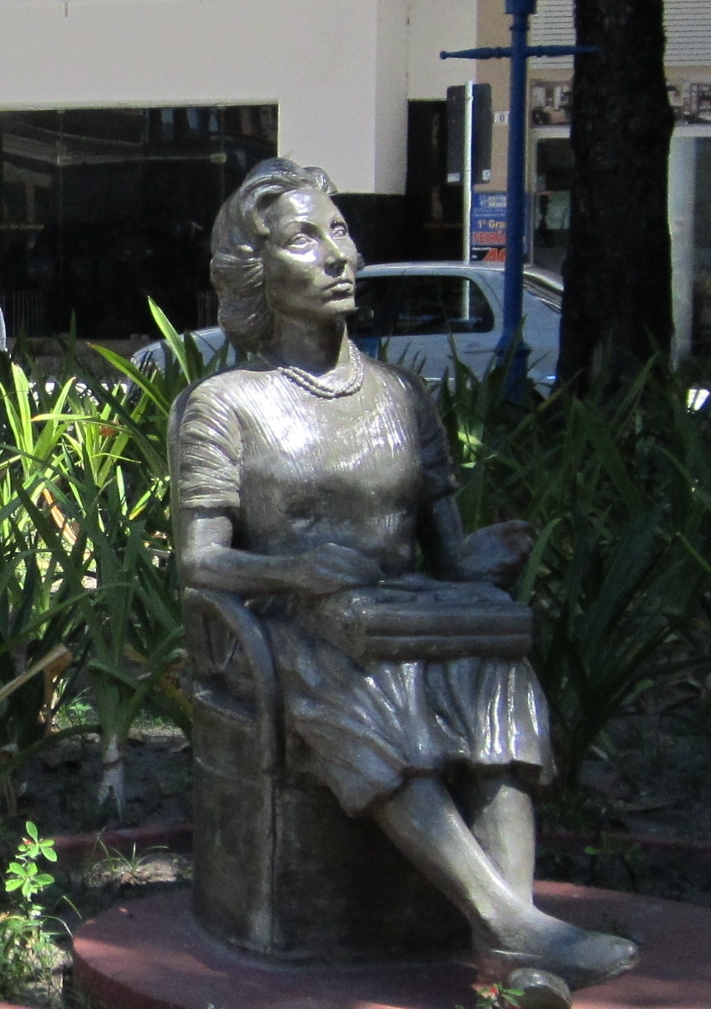
مجسمه کلاریس لیسپکتور در ریسیف برزیل

اندکی پس از انتشار رمان ساعت یک ستاره، لیسپکتور در بیمارستان بستری شد. سرطان تخمدانش غیرقابل جراحی تشخیص داده شد، و سرانجام یک روز پیش از سالروز تولد ۵۷ سالگی‌اش درگذشت و در گورستان یهودیان ریودوژانیرو به خاک سپرده شد.

## آثار

### رمان
- نزدیک به قلب وحشی (۱۹۴۳)
- چراغ‌آویز (۱۹۴۶)
- شهر محصور (۱۹۴۹)
- سیب در تاریکی (۱۹۶۱)
- مصائب جی. اچ (۱۹۶۴)
- کارآموزی یا کتاب لذت (۱۹۶۹)
- جریان زندگی (۱۹۷۳)
- ساعت یک ستاره (۱۹۷۷)
- دَمِ زندگی (۱۹۷۸)

### داستان کوتاه
- چند داستان (۱۹۵۲)
- روابط خانوادگی (۱۹۶۰)
- لژیون خارجی (۱۹۶۴)
- شادی پنهان (۱۹۷۱)
- تقلید رز (۱۹۷۳)
- جایی که شب بودی (۱۹۷۴)
- فراموش نکردن (۱۹۷۸)
- دیو و دلبر (۱۹۷۹)

### ادبیات کودک
- اسرار فکرکردن خرگوش (۱۹۶۷)
- زنی که ماهی را کشت. (۱۹۶۸)
- زندگی صمیمی لورا (۱۹۷۴)
- تقریباً درست (۱۹۷۸)
- چگونه ستاره‌ها متولد شدند (۱۹۸۷)